# هرمینا تیرلووا
هرمینا تیرلووا (چکی: Hermína Týrlová؛ ۱۱ دسامبر ۱۹۰۰ – ۳ مهٔ ۱۹۹۳) بازیگر، فیلم‌نامه‌نویس، تهیه‌کننده فیلم، کارگردان فیلم، و پویانمای برجستهٔ اهل جمهوری چک بود.
با آغاز جنگ جهانی دوم، تیرلووا تصمیم گرفت در چکسلواکی بماند. در سال ۱۹۴۱، او به زلین در شرق موراویا نقل مکان کرد تا با لادیسلاو کولدا در استودیوهای باتا همکاری کند، جایی که تا آخر عمر در آنجا ماند. در سال ۱۹۴۴، او فیلم کوتاه فرناندو مورچه را منتشر کرد که به محبوبیت جهانی دست یافت. عروسک اصلی شخصیت اصلی در موزه اسباب‌بازی در فیگرس اسپانیا، به نمایش گذاشته شده است. در سال ۱۹۴۷، او به همراه فرانتیسک سادک، فیلم شورش اسباب‌بازی‌ها را کارگردانی کرد که انیمیشن استاپ‌موشن را با فیلم‌های زنده ترکیب می‌کرد.
او در طی فعالیت‌های حرفه‌ای خود برندهٔ جوایز گوناگونی در جشنواره بین‌المللی فیلم کن، جشنواره فیلم ونیز، جشنواره فیلم لوکارنو و جشنواره بین‌المللی فیلم ماردل پلاتا شد.